# Los Angeles Film Critics Association Awards/Bester Film

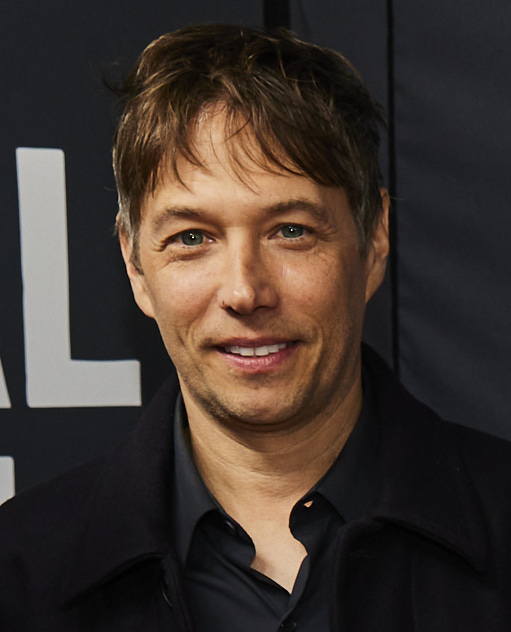
Preisträger 2024: Sean Baker für Anora

Der Los Angeles Film Critics Association Award in der Kategorie Bester Film wird seit 1975 verliehen. Die US-amerikanische Filmkritikervereinigung gibt als eine der ersten alljährlich Anfang Dezember ihre Auszeichnungen für die besten Filmproduktionen und Filmschaffenden des laufenden Kalenderjahres bekannt, die etwa einen Monat später, Anfang oder Mitte Januar, verliehen werden.
Am erfolgreichsten in dieser Kategorie waren die US-amerikanischen Filmregisseure Alexander Payne und Steven Spielberg, deren Filme jeweils dreimal ausgezeichnet wurden. Elf Mal gelang es der Filmkritikervereinigung vorab den Oscar-Gewinner zu präsentieren, zuletzt 2020 geschehen, mit der Preisvergabe an den südkoreanischen Beitrag Parasite.
Mit fünf gewonnenen Preisen in einem Jahr am erfolgreichsten waren Robert Bentons Kramer gegen Kramer, James L. Brooks’ Zeit der Zärtlichkeit, Martin Scorseses GoodFellas – Drei Jahrzehnte in der Mafia, Clint Eastwoods Erbarmungslos und Alexander Paynes Sideways, der 2004 zusätzlich einen zweiten Platz in der Hauptdarsteller-Kategorie errang. Ebenfalls fünf Auszeichnungen erreichte Jane Campions Drama Das Piano, das aber 1993 nicht den Hauptpreis erringen konnte. Ein Sieg einer Filmemacherin blieb ähnlich wie bei den Academy Awards bisher aus. 2008 wurde mit dem Sieg von Andrew Stantons WALL·E – Der Letzte räumt die Erde auf erstmals ein Animationsfilm als bester Film des Jahres gekürt. 2012 wurde mit Michael Hanekes französischsprachigen Film Liebe erstmals das Werk eines Regisseurs aus dem deutschsprachigen Raum ausgezeichnet. Die Produktion gewann später den Oscar als bester fremdsprachiger Film.

## Preisträger
Anmerkungen: In manchen Jahren gab es ein ex-aequo-Ergebnis und somit zwei Gewinner. Seit 2004 werden auch zweitplatzierte Filme von der LAFCA-Jury bekannt gegeben.
| Jahr | Preisträger                           | Deutscher Titel                                      | Regie                                |
| ---- | ------------------------------------- | ---------------------------------------------------- | ------------------------------------ |
| 1975 | Dog Day Afternoon                     | Hundstage                                            | Sidney Lumet                         |
| 1975 | One Flew Over the Cuckoo’s Nest ¹     | Einer flog über das Kuckucksnest                     | Miloš Forman                         |
| 1976 | Network                               | Network                                              | Sidney Lumet                         |
| 1976 | Rocky ¹                               | Rocky                                                | John G. Avildsen                     |
| 1977 | Star Wars                             | Krieg der Sterne                                     | George Lucas                         |
| 1978 | Coming Home                           | Coming Home – Sie kehren heim                        | Hal Ashby                            |
| 1979 | Kramer vs. Kramer ¹                   | Kramer gegen Kramer                                  | Robert Benton                        |
| 1980 | Raging Bull                           | Wie ein wilder Stier                                 | Martin Scorsese                      |
| 1981 | Atlantic City                         | Atlantic City, USA                                   | Louis Malle                          |
| 1982 | E.T. the Extra-Terrestrial            | E.T. – Der Außerirdische                             | Steven Spielberg                     |
| 1983 | Terms of Endearment ¹                 | Zeit der Zärtlichkeit                                | James L. Brooks                      |
| 1984 | Amadeus ¹                             | Amadeus                                              | Miloš Forman                         |
| 1985 | Brazil                                | Brazil                                               | Terry Gilliam                        |
| 1986 | Hannah and Her Sisters                | Hannah und ihre Schwestern                           | Woody Allen                          |
| 1987 | Hope & Glory                          | Hope and Glory                                       | John Boorman                         |
| 1988 | Little Dorrit                         | Klein Dorrit                                         | Christine Edzard                     |
| 1989 | Do the Right Thing                    | Do the Right Thing                                   | Spike Lee                            |
| 1990 | Goodfellas                            | GoodFellas – Drei Jahrzehnte in der Mafia            | Martin Scorsese                      |
| 1991 | Bugsy                                 | Bugsy                                                | Barry Levinson                       |
| 1992 | Unforgiven ¹                          | Erbarmungslos                                        | Clint Eastwood                       |
| 1993 | Schindler’s List ¹                    | Schindlers Liste                                     | Steven Spielberg                     |
| 1994 | Pulp Fiction                          | Pulp Fiction                                         | Quentin Tarantino                    |
| 1995 | Leaving Las Vegas                     | Leaving Las Vegas                                    | Mike Figgis                          |
| 1996 | Secrets & Lies                        | Lügen und Geheimnisse                                | Mike Leigh                           |
| 1997 | L.A. Confidential                     | L.A. Confidential                                    | Curtis Hanson                        |
| 1998 | Saving Private Ryan                   | Der Soldat James Ryan                                | Steven Spielberg                     |
| 1999 | The Insider                           | Insider                                              | Michael Mann                         |
| 2000 | 臥虎藏龍 (Wòhǔ Cánglóng) ²            | Tiger and Dragon                                     | Ang Lee                              |
| 2001 | In the Bedroom                        | In the Bedroom                                       | Todd Field                           |
| 2002 | About Schmidt                         | About Schmidt                                        | Alexander Payne                      |
| 2003 | American Splendor                     | American Splendor                                    | Shari Springer Berman Robert Pulcini |
| 2004 | Sideways                              | Sideways                                             | Alexander Payne                      |
| 2005 | Brokeback Mountain                    | Brokeback Mountain                                   | Ang Lee                              |
| 2006 | Letters from Iwo Jima                 | Letters from Iwo Jima                                | Clint Eastwood                       |
| 2007 | There Will Be Blood                   | There Will Be Blood                                  | Paul Thomas Anderson                 |
| 2008 | WALL-E                                | WALL·E – Der Letzte räumt die Erde auf               | Andrew Stanton                       |
| 2009 | The Hurt Locker ¹                     | Tödliches Kommando – The Hurt Locker                 | Kathryn Bigelow                      |
| 2010 | The Social Network                    | The Social Network                                   | David Fincher                        |
| 2011 | The Descendants                       | The Descendants – Familie und andere Angelegenheiten | Alexander Payne                      |
| 2012 | Amour ²                               | Liebe                                                | Michael Haneke                       |
| 2013 | Gravity                               | Gravity                                              | Alfonso Cuarón                       |
| 2013 | Her                                   | Her                                                  | Spike Jonze                          |
| 2014 | Boyhood                               | Boyhood                                              | Richard Linklater                    |
| 2015 | Spotlight ¹                           | Spotlight                                            | Tom McCarthy                         |
| 2016 | Moonlight ¹                           | Moonlight                                            | Barry Jenkins                        |
| 2017 | Call Me by Your Name                  | Call Me by Your Name                                 | Luca Guadagnino                      |
| 2018 | Roma ²                                | Roma                                                 | Alfonso Cuarón                       |
| 2019 | Parasite ¹                            | Parasite                                             | Bong Joon-ho                         |
| 2020 | Small Axe (Filmreihe)                 | nicht bekannt                                        | Steve McQueen                        |
| 2021 | ドライブ・マイ・カー (Doraibu mai kā) | Drive My Car                                         | Ryūsuke Hamaguchi                    |
| 2022 | Everything Everywhere All at Once ¹   | Everything Everywhere All at Once                    | Daniel Kwan Daniel Scheinert         |
| 2022 | Tár                                   | Tár                                                  | Todd Field                           |
| 2023 | The Zone of Interest ²                | The Zone of Interest                                 | Jonathan Glazer                      |
| 2024 | Anora                                 | Anora                                                | Sean Baker                           |

¹ = Filmproduktionen, die später den Oscar als Bester Film des Jahres gewannen

² = Filmproduktionen, die später den Oscar als Bester fremdsprachiger Film des Jahres gewannen

## Zweitplatzierte Filme
1. ↑  2004 belegte der spätere Oscar-Preisträger Million Dollar Baby von Clint Eastwood einen zweiten Platz
2. ↑  2005 belegte der Film A History of Violence von David Cronenberg einen zweiten Platz
3. ↑  2006 belegte der Film Die Queen von Stephen Frears einen zweiten Platz
4. ↑  2007 belegte der Film Schmetterling und Taucherglocke von Julian Schnabel einen zweiten Platz
5. ↑  2008 belegte der Film The Dark Knight von Christopher Nolan einen zweiten Platz
6. ↑  2009 belegte der Film Up in the Air von Jason Reitman einen zweiten Platz
7. ↑  2010 belegte der Film Carlos – Der Schakal von Olivier Assayas einen zweiten Platz
8. ↑  2011 belegte der Film The Tree of Life von Terrence Malick einen zweiten Platz
9. ↑  2012 belegte der Film The Master von Paul Thomas Anderson einen zweiten Platz
10. ↑  2014 belegte der Film Grand Budapest Hotel von Wes Anderson einen zweiten Platz
11. ↑  2015 belegte der Film Mad Max: Fury Road von George Miller den zweiten Platz
12. ↑  2016 belegte der Film La La Land von Damien Chazelle den zweiten Platz
13. ↑  2017 belegte der Film The Florida Project von Sean Baker den zweiten Platz
14. ↑  2018 belegte der Film Burning von Lee Chang-dong den zweiten Platz
15. ↑  2019 belegte der Film The Irishman von Martin Scorsese den zweiten Platz
16. ↑  2020 belegte der Film Nomadland von Chloé Zhao den zweiten Platz
17. ↑  2021 belegte der Film The Power of the Dog von Jane Campion den zweiten Platz
18. ↑  2023 belegte der Film Oppenheimer von Christopher Nolan den zweiten Platz
19. ↑  2024 belegte der Film Der Brutalist von Brady Corbet den zweiten Platz